# 武汉大学马克思主义学院
武汉大学马克思主义学院，简称武大马院，是武汉大学直属教学院系，组建于2011年7月，原为武汉大学政治与公共管理学院马克思主义理论类学科。

## 历史沿革
1949年，中国共产党接管武汉大学后，成立了政治学习指导委员会，在当时的武汉大学文学院、武汉大学法学院各系开设《社会发展史》《新民主主义论》等政治理论必修课。
1953年，武汉大学建立马列主义教研室，武汉大学校长李达兼任教研室主任至1957年，负责全校政治理论课程。
1960年，武汉大学设立政治系，宗旨是培养马列主义宣传教育的专门人才，招收中共党史、国际共运史两个本科专业的学生。
1971年，武汉大学设立政治理论教研室，下设哲学、政治经济学、国际共运史和中共党史等四个教研室。1975年，武汉大学在湖北省襄樊市重新设立政治系，宗旨与1960年相同。
1980年，武汉大学恢复1971年建立的政治理论教研室，随后改名为马列主义理论基础课部，下设中共党史、政治经济学、科学社会主义和哲学等四个教研室，担负全校政治理论课教学。1983年，获科学社会主义与国际共产主义运动专业硕士学位授予权。
1984年，武汉大学建立政治学系，负责全校政治理论课教学的同时，设立思想政治教育专业。1985年，获中共党史（含党的建设）专业硕士学位授予权。1986年，政治学系分成政治教育系和政治系，政治教育系继续负责全校公共理论课和思想政治教育专业，而政治系则并入同年重建的武汉大学法学院。
此后，政治教育系在武汉大学法学院、武汉大学政治与行政学院（后改组为政治与公共管理学院）内发展。1993年，武汉大学成立政治与行政学院，下设政治学系、政治理论系和思想政治教育系。1996年，获马克思主义理论与思想政治教育专业博士学位授予权。1999年，思想品德课程从武汉大学德育研究室转入政治与行政学院，并与政治与行政学院一道，整体并入武汉大学法学院。
2000年获，中共党史（含党的建设）专业博士学位授予权。2001年，武汉大学重建政治与行政学院，下设政治与行政系、政治理论系、思想政治教育系和思想品德课部。2003年，组建政治与公共管理学院，取代原政治与行政学院，下设政治学与国际关系学系、思想政治教育系、政治理论系和公共管理系。2007年，获马克思主义理论博士后流动站。
2011年，武汉大学设立马克思主义学院，下设马克思主义基本理论系、马克思主义中国化系和思想政治教育系。
2020年，设立马克思主义理论本科专业。2021年，武汉大学马克思主义学院增设中共党史党建系。2022年，设立中共党史本科专业。

## 机构设置
马克思主义学院现有4个教学系，分别是：
- 马克思主义基本理论系
- 马克思主义中国化系
- 思想政治教育系
- 中共党史党建系[10]

## 学科设置
马克思主义学院除了承担武汉大学全校各层次学生思想政治理论课的教育教学任务，还设有3个本科专业、9个二级学科硕士点、9个二级学科博士点、马克思主义理论一级学科博士后流动站和政治学博士后流动分站。
| 学科层次     | 专业设置                                                                     |
| ------------ | ---------------------------------------------------------------------------- |
| 博士后流动站 | 马克思主义理论、政治学                                                       |
| 博士点       | 马克思主义理论（含二级学科博士点）、科学社会主义与国际共产主义运动、中共党史 |
| 硕士点       | 马克思主义理论（含二级学科硕士点）、科学社会主义与国际共产主义运动、中共党史 |
| 本科专业     | 思想政治教育（1984年起）、马克思主义理论（2020年起）、中共党史（2022年起）   |

## 学术声誉
武汉大学马克思主义学院位列2016年中共中央中宣部、中华人民共和国教育部评选出的首批9所全国重点马克思主义学院之一。
在2017年教育部公布的第一轮世界一流大学和一流学科建设高校及建设学科名单中，武汉大学是马克思主义理论学科入学双一流学科建设的全国6所高校之一，其余5所为北京大学、清华大学、中国人民大学、东北师范大学和新疆大学。
在2017年教育部学位与研究生教育发展中心公布的全国第四轮学科评估的马克思主义理论学科排名中，武汉大学与中国人民大学、清华大学和东北师范大学并列为全国第一。